# AmeriKKKant
AmeriKKKant è il quattordicesimo album in studio del gruppo musicale statunitense Ministry, pubblicato nel 2018.

## Tracce
1. I Know Words – 3:15
2. Twilight Zone – 8:03
3. Victims of a Clown – 8:18
4. TV5/4Chan – 0:49
5. We're Tired of It – 2:48
6. Wargasm – 6:19
7. Antifa – 4:56
8. Game Over – 5:01
9. AmeriKKKa – 8:30

## Formazione
- Al Jourgensen – sampler (1, 2, 4–6, 8, 9), tastiera (1, 2, 5–7, 9), armonica (2), chitarra (2, 3, 5–7), voce (2, 5–9), slide guitar (3, 5), cori (3, 5, 6, 9), seconda chitarra solista (9)
- DJ Swamp – turntables (1, 2, 5, 6)
- Sin Quirin – chitarra (2, 3, 5–8), chitarra solista (9)
- Jason Christopher – basso (2, 3, 5, 8, 9)
- John Bechdel – tastiera (2, 3, 9)
- Roy Mayorga – batteria (3, 8, 9)
- Cesar Soto – riff chitarra (6), sirena (6), sequencer (6)
- Tony Campos – basso (6, 7)